# Nezávislé divadlo
Nezávislé divadlo, bylo české divadlo, které vzniklo v roce 1941 v Praze.

## Vznik divadla
Divadlo vzniklo v březnu roku 1941 v podzemí hotelu Ambassador na Václavském náměstí v Praze, na scéně zrušeného varieté Alhambra. Zakladateli byli dramatik a kabaretiér Jan Snížek, architekt a filmový producent V. Brychta a koncesionář Oldřich Rosenberg . Podnětem byla snaha najít místo pro pravidelné uvádění Snížkova pásma Rozmarné zrcadlo. Uměleckým vedoucím se stal Jan Snížek.

## Zaměření divadla
Divadlo původně hrálo jen Snížkovo pásmo – parodii soudobých divadelních konvencí – nazvanou Rozmarné zrcadlo. Pásmo bylo úspěšné, Snížek jej uváděl i před vznikem Nezávislého divadla a to od prosince 1940 v Divadle Járy Kohouta. Do dubna 1942 dosáhla hra v Praze 600 repríz.
Na jaře 1942 Snížek z divadla odešel na venkov, kde chtěl pokračovat v komerčním rozšiřování této hry. Po zařazení do zájezdového programu tak hra dosáhla až 1178 repríz. Snížek se se svou skupinou do Prahy vrátil v roce 1943, ale již nikoliv do Nezávislého divadla, ale do Unitárie k Divišovu Stálému divadlu, kde uvedl Rozmarné zrcadlo II, věnované filmu. V roce 1944 pak Snížek založil „Rozmarné divadlo“, které působilo na jevišti Valentova Pražského okružního divadla ve vinohradské Hajnovce.
Po Snížkově odchodu Nezávislé divadlo uvádělo běžná díla činoherní dramaturgie a také konverzační hry, detektivky a veselohry. Divadlo také uvádělo pořady pro děti. Od sezóny 1942/1943 divadlo provozoval na svoji koncesi už jen O. Rosenberg.

## Soubor divadla
Se Snížkem odešla z divadla i část souboru. V divadle však zůstal např. Bohuš Záhorský a soubor byl doplněn herci z divadel postižených nacistickou perzekucí – přišli např. Josef Chvalina, Zdeněk Hofbauer a Jarmila Smejkalová. Také přišli absolventi konzervatoře – Felix le Breux, Josef Pehr, Karel Pech, Jaromír Spal, Zdeněk Král a další. Režisérem se stal Miloslav Jareš. Dalšími členy byli Jarmila Holmová, Ludmila Vostrčilová, Taťána Vavřincová, Růžena Lysenková, Božena Helclová, Jaroslav Zrotal a Viktor Očásek. Skladatelem a dirigentem byl Eduard Ingriš, šéfem výpravy akademický malíř Josef Brož. V divadle hrál a režíroval také František Filipovský,. Jako host zde vystupoval rovněž Jindřich Plachta.
V říjnu 1942 odešli do Divadélka ve Smetanově muzeu Karel Houska, Josef Pehr a Jaromír Spal. V dubnu roku 1943 se stal uměleckým vedoucím Jan Škoda (odešel v červenci 1944 na místo uměleckého šéfa Intimního divadla). V květnu 1943 přišli noví členové: režisér Karel Palouš, výtvarník J. Sládek a herec Otomar Krejča. V červenci 1944 odešli Bohuš Záhorský a S. Neumannová-Škodová do Intimního divadla, Karel Palouš a Viktor Očásek do Kladna. V srpnu 1944 se stal dramaturgem Antonín Kytka, přišla Běla Jurdová z Beskydského divadla, odešla Růžena Lysenková do Pražského lidového divadla.

## Zánik divadla
Po postupném odchodu mnoha členů souboru a po zákazu divadelní činnosti v Protektorátu k 1. září 1944 činnost Nezávislého divadla skončila. V květnu 1945 odborová rada souboru přejmenovala divadlo na "Nový život", a toto se stalo ještě téhož roku součástí "Divadla kolektivní tvorby". 

## Uváděné hry, výběr
- 1941 Jan Snížek: Rozmarné zrcadlo, režie Jan Snížek
- 1941 J. Snížek: Příklady táhnou
- 1942 R. M. Rilke: Všední den
- 1942 E. Cenek: Odvážný pokus
- 1942 R. M. Rilke: Takový už život je, režie Miloslav Jareš
- 1942 O. Tůma: Člověče styď se, režie Bohuš Záhorský (pod pseudonymem O. Tůma adaptoval hru Jindřich Honzl)[12]
- 1942 J. Snížek, J. Weyr: Vyšetřuje dr. Brent
- 1942 Jan Bókay: Dej za mne sbohem
- 1942 J. Mahen: Ulička odvahy, režie Bohuš Záhorský
- 1942 V. K. Klicpera: Bělouši, režie Felix le Breux
- 1942 F. Gribitz: Děvče s hraběcí korunkou
- 1943 F. Němec: Likajdovic tetička, režie Karel Palouš
- 1943 H. H. Ortner: Rajská zahrádka, režie Karel Palouš
- 1943 K. Sabina: Maloměstské klepny, režie Antonín Dvořák
- 1943 F. Šrámek: Plačící satyr, režie Karel Palouš
- 1943 F. F. Šamberk: Dva blázince najednou (Blázinec v 1.poschodí a Ravuggiollo), režie Antonín Dvořák
- 1943 A. Strindberg: Hra s ohněm, režie Karel Palouš
- 1943 K. Stollová: Přes celé léto, režie Bohuš Záhorský
- 1943 J. K. Tyl: Bankrotář, režie Karel Palouš
- 1943 Karel Krpata: Hvězdy nad hradem, režie Jan Škoda
- 1943 K. Sabina: Maloměstské klepny
- 1944 Jan Grmela: Klec ze zlata, režie Jan Škoda
- 1944 E. Nebhut, J. Scheu: Malý pan Nikdo
- 1944 M. Pašek: Aramejská brána, režie Jan Škoda
- 1944 J. H. Rössler: Filína
- 1944 Alfred de Musset: Se srdcem divno hrát